# Bruno Geddo
Bruno Geddo (Milão, 1959) é um diplomático italiano, Comissário das Nações Unidas para os Refugiados (ACNUR).
Depois de completar a sua licenciatura em direito e política internacional em Milão, em 1988, Bruno começou sua carreira como um responsável pela protecção no Sudão, pela primeira vez em Gedaref e depois em Cartum. Entre 1991 e 1993, ele foi enviado a Dar es Salaam, na Tanzânia, onde supervisionou o repatriamento dos refugiados do Sul Africano que fugiram do regime do apartheid. Ele então retornou para a sede do ACNUR, em Genebra, onde atuou como Senior Assessor Jurídico do Bureau África.
De 1997 a 2001 de Bruno foi Assistente Representante Regional (Protection) em Pretória, África do Sul com a responsabilidade por questões de refugiados em toda a África Austral. Ele passou os quatro anos subsequentes volta em Genebra como chefe da Unidade de Aconselhamento Jurídico, África do Bureau, antes de ser nomeado Representante do ACNUR na República Centro Africano de 2005 a 2008. Lá, ele supervisionou o repatriamento dos refugiados chadianos e sudaneses, entre outros. De Bruno, em seguida, levou a cabo uma série de missões especiais em Darfur, África do Sul (refugiados do Zimbábue) e Dadaab, no Quênia. Ele se tornou Representante para a Somália, em 2009, com sede em Nairobi, e entre 2011 e 2012 conseguiu a resposta de emergência do ACNUR para a fome na Somália, o pior desde 1992. Em 2013 de Bruno mudou-se para o Iêmen como representante do ACNUR para lidar com refugiados múltiplas e situações de deslocamento interno. Bruno Geddo mais tarde foi nomeado como o representante do ACNUR para o Iraque em 2015.